# Tulburare obsesiv-compulsivă principal obsesivă
Tulburarea obsesiv-compulsivă principal obsesivă, numită de asemenea și TOC pur obsesiv, Pur-O, TOC fără compulsii evidente sau cu compulsii ascunse este o formă sau manifestare mai puțin cunoscută a TOC. La oamenii care suferă de TOC principal obsesiv există mai puține compulsii observabile în comparație cu cele întâlnite în mod normal la forma tipică de TOC (verificare, numărare, spălarea mâinilor etc.). Deși există comportamente de ritualizare și neutralizare, acestea sunt în principal cognitive și implică evitare mentală și ruminare excesivă. TOC-ul principal obsesiv ia de multe ori forma unor gânduri intruzive înspăimântătoare de natură violentă sau alarmantă.

## Teme comune
TOC-ul principal obsesiv a fost numit “una dintre cele mai dureroase și dificile forme de TOC”. Cei care suferă de această formă de TOC au “gânduri alarmante și nedorite care le vin dintr-o dată în minte în mod frecvent” iar aceste gânduri “sunt centrate de obicei pe frica că ar putea face ceva care nu le stă deloc în fire, ceva… posibil fatal… lor sau altora.” Gândurile sunt “cel mai probabil de natură agresivă sau sexuală.”
Natura și tipul TOC-ului principal obsesiv variază în mare măsură însă tema centrală pentru cei afectați este apariția unui gând sau a unei întrebări intruzive și tulburătoare, o imagine mentală nedorită sau inadecvată sau a unui impuls înfricosător care cauzează persoanei în cauză o anxietate extremă deoarece este total opus unor credințe religioase stricte, unor valori morale sau unor norme sociale. Fricile asociate cu TOC-ul principal obsesiv au tendința de a fi mult mai personale și mai înspăimantătoare pentru bolnav decat fricile unei persoane cu TOC tradițional. Fricile TOC-ului pur obsesiv se concentrează de obicei asupra unor scenarii devastatoare despre care cel suferind crede ca îi vor distruge viața sau viețile celor din jurul său. Un exemplu al acestei diferențe poate fi ca o persoană cu TOC tradițional este îngrijorată în mod excesiv în legătura cu siguranța sau curățenia. Deși și această frică este chinuitoare, ea nu este la același nivel cu cea a unei persoane care suferă de TOC pur, care poate fi terorizată de gândul ca și-a schimbat total sexualitatea (că ar putea să fi devenit un pedofil), că ar putea fi un criminal sau că ar putea cauza rău în vreun fel unei persoane iubite sau nevinovate sau ei înseși sau că ar putea înnebuni.
Cei care suferă de TOC pur înțeleg că aceste frici sunt nefondate sau chiar imposibile însă  anxietatea pe care o simt fac obsesia să pară adevărată și serioasă. Oamenii care nu suferă de această afecțiune răspund instinctiv gândurilor sau impulsurilor bizare și intruzive considerându-le nesemnificative și ca o variație a gândurilor minții umane însă  cei suferinzi vor fi profund alarmați și vor încerca din toate puterile să neutralizeze gândul sau să evite să aibă gândul iar. Persoana în cauză începe să se întrebe în mod costant: “Sunt oare în stare de așa ceva?” sau “S-ar putea asta întâmpla în realitate?” sau “Sunt eu cu adevărat așa?” (deși iși dă seama de obicei că frica ei este una irațională, ceea ce îi cauzează și mai mult chin) și încearcă din răsputeri să scape de sau să găsească un răspuns pentru gândul nedorit. Este prinsă într-un cerc vicios în care caută mental consolare și un răspuns definitiv.
Obsesiile sau gândurile intruzive cel mai des întâlnite sunt pe următoarele teme:
- Responsabilitate: grija excesivă pentru bunăstarea cuiva cu accent mai ales asupra vinei de a crede ca au rănit sau ar putea răni pe cineva, în mod intenționat sau din greșeală.[7]
- Sexualitate: îndoieli repetate asupra propriei orientări sexuale (numit și TOC homosexual). Cei cu acestă temă prezintă niste simptome foarte diferite față de cei care trec cu adevărat printr-o criză de sexualitate. O diferență majoră este că cei cu TOCH relatează că erau atrași de sexul opus înainte de declanșarea TOCH-ului, în timp ce oamenii homosexuali, chiar dacă își reprimă sentimentele, au fost mereu atrași de același sex.[8] Intrebarea “Oare sunt gay?” ia o formă patologică. Mulți oameni cu acest tip de obsesie trăiesc în relații sănătoase și împlinite cu membri ai sexului opus sau ai aceluiași sex (caz în care frica ar fi “Oare sunt heterosexual?”).[4][9][10]
- Violență: care implică o frică permanentă de a răni pe sine sau persoane iubite sau frica de a fi un pedofil și de a putea răni un copil.[9][11]
- Religie: care se manifestă prin gânduri intruzive sau impulsuri legate de blasfemie sau sacrilegiu.[11][12]
- Sănătate: care include frica de a contracta sau de a avea o boală (în mod diferit de ipohondrie) prin mijloace aparent imposibile (de exemplu atingerea unui obiect care a fost atins de o persoană bolnavă) sau neîncrederea în diagnosticul unui test.[11][12]
- Relații: în care o persoană aflată intr-o relație romantică încearcă în mod constant să evalueze justificarea de a fi sau a rămâne în acea relație. Include gânduri obsesive de felul: “Cum știu că asta e dragoste adevarată?”, “Cum știu că el/ea e persoana potrivită?”, “Sunt atras/ă destul de mult de această persoană?”,“Sunt cu adevărat indrăgostit/ă de această persoană sau e doar dorință fizică?” sau “Mă iubește cu adevărat?” sau preocupări obsessive în legătură cu ceea ce sunt percepute ca defecte ale partenerului.[13][14] Agonia de a încerca  să ajungi la o certitudine duce la un ciclu intens și nesfârșit de anxietate pentru că nu poți ajunge la un răspuns definitiv.[15]

## Diagnosticare și tratament
Cei care suferă de TOC principal obsesiv ar putea părea normali și funcționali ca indivizi însă  de fapt ei petrec foarte mult timp ruminând, încercând să rezolve sau să găsească un răspuns întrebărilor care îi chinuie.
De exemplu, un gând obsesiv de genul “L-aș putea ucide pe Bill cu acest cutit” este urmat de o interpretare greșită și catastrofică a gândului, de exemplu “Cum pot să am un asemenea gând? în sinea mea s-ar putea să fiu un psihopat.” Ca urmare persoana respectivă ar putea să navigheze tot timpul pe internet citind numeroase articole care definesc psihopatia. Acest ritual, menit să reasigure, nu va aduce, în mod ironic, nicio clarificare și ar putea să exacerbeze intensitatea căutarii unui răspuns. Sunt prezente numeroase prejudecăti cognitive corespondente, printre care fuziune gând-acțiune, considerarea unor gânduri ca fiind supra importante sau nevoia de a avea control asupra gândurilor.
In ciuda faptului ca aceste gânduri intruzive pot părea extrem de reale și impunătoare individului, persoana suferindă nu va duce probabil niciodată la bun sfarșit acțiuni legate de acele gânduri, chiar dacă se crede în stare de asta. Unul dintre motive este pentru că persoana va face tot ce-i stă în puțin tă să evite circumstanțele care pot declanșa gândurile intruzive.
Tulburarea poate trece usor neobservată de mulți clinicieni deoarece seamănă îndeaproape cu simptome ale tulburării de anxietate generalizată și nu include comportamente compulsive, observabile. “Succesul” clinic este atins atunci cand cel care suferă de TOC pur devine indiferent la nevoia de a răspunde intrebării. Deși mulți clinicieni vor încerca în mod greșit să reasigure pacientul și să-l ajute să ajungă la un răspuns definitiv (ceea ce se intamplă ca o consecință nefericită a faptului că unii terapeuți tratează TOC-ul principal obsesiv ca pe o tulburare de anxietate generalizată), această metodă nu face decât sa contribuie la intensitatea și durata ruminării acestuia, deoarece creierul afectat de TOC va găsi cel mai probabil căi de a “păcăli” persoana să nu accepte reasigurările, negând orice ușurare temporară și perpetuând ciclul obsesiv.
Cel mai efficient tratament pentru TOC-ul principal obsesiv pare a fi terapia cognitiv-comportamentală (mai exact prevenire prin expunere și răspuns) ca și terapia cognitivă care poate fi sau nu combinată cu medicamente cum ar fi cele din clasa SSRI. Unii cercetători consideră că cei care suferă de TOC fără compulsii evidente sunt mai rezistenți decât cei care suferă de TOC tradițional la terapia de prevenire prin expunere și răspuns și de aceea această terapie are rezultate mai slabe decât terapia cognitivă.
Terapia de prevenire prin expunere și răspuns pentru TOC-ul principal obsesiv este teoretic bazată pe principiile clasice de condiționare și suprimare. “Spinul” se prezintă de cele mai multe ori sub forma unei întrebări extrem de importante sau a unui scenariu dezastruos. Este nevoie de un răspuns care se adresează spinului într-un fel care lasă loc ambiguității. “Dacă nu-mi amintesc ce am mancat ieri la micul dejun mama mea va muri de cancer!” Folosind procedura antidotului, un răspuns cognitiv ar fi unul în care subiectul acceptă aceasta posibilitate și este dispus să-și assume riscul că mama sa va muri de cancer sau că intrebarea va reveni pentru totdeauna. Nu se depune niciun efort pentru a răspunde direct întrebării pentru a ajunge la o soluție definitivă. Intr-un alt exemplu, spinul ar putea fi “Poate că i-am spus ceva ofensator șefului meu ieri.” Un răspuns recomandat ar fi: “Poate că i-am zis. Voi trăi cu aceasta posibilitate și-mi voi asuma riscul că poate voi fi concediat maine.” Folosind această tehnică este imperativ să se facă distincția între răspunsul terapeutic și ruminare. Răspunsul terapeutic nu incearcă să răspundă întrebării ci să accepte nesiguranța dilemei nerezolvate.
Terapia prin acceptare și dedicare este o abordare mai nouă care este folosită pentru a trata TOC-ul principal obsesiv ca și alte tulburări mentale (anxietate, depresie etc.).